# Кампанія на захист ЗНО
Кампанія на захист зовнішнього незалежного оцінювання — громадянська кампанія, що виникла з метою захистити зовнішнє незалежне оцінювання від скасування та/або знівелювання його значення при вступі абітурієнтів до вищих навчальних закладів. Розпочали активісти Громадянського руху «Відсіч» у рамках ширшої кампанії «Проти деградації освіти» 3 червня 2013 року у відповідь на реєстрацію у Верховній Раді України 18 травня 2013 року Проєкту закону про внесення змін до Закону України «Про вищу освіту» під № 2060а.
Під час здійснення кампанії активісти влітку 2013 року переважно поширювали листівки біля вищих навчальних закладів, в яких розповідали про наслідки для ЗНО в разі ухвалення законопроєкту № 2060а, а також законопроєкту № 1187 «Про вищу освіту». Активісти також розповідали про роль ініціаторів та авторів проєктів законів: Григорія Калетніка, Ігоря Калєтніка, Сергія Ківалова та Миколу Сороку.
Кампанія проходила переважно без ексцесів. Однак, у Вінниці, біля Вінницького національного аграрного університету активісти, а також журналісти, постійно стикалися з побиттями та нападами з боку керівництва вишу, членів «Добровільної народної дружини» та студентів. Президентом і колишнім ректором університету є Григорій Калетнік.

## Передумови
18 травня 2013 року у Верховній Раді України зареєстрували проєкт закону про внесення змін до Закону України «Про вищу освіту» під № 2060а за ініціюванням народних депутатів Григорія Калетніка (Партія регіонів) та його сина Ігоря Калєтніка (КПУ). Документ передбачає «інші вступні випробування, окрім ЗНО».
Активісти починаючи з 3 червня 2013 року у зв'язку з реєстрацію законопроєкту в рамках кампанії «Проти деградації освіти» взялися масово поширювати листівки на захист ЗНО. За словами активістів, документ повністю нівелює роль ЗНО, що зокрема сприятиме посиленню корупції при вступі. Матеріали спрямовані проти ухвалення як законопроєкту № 2060а, так і законопроєкту № 1187. Більшість поширень відбувалися під пунктами здачі ЗНО у відповідні дні його складання, під ВНЗ у період вступу абітурієнтів тощо. З 11 липня 2013 року активісти також використовували стратегію поширення листівок з наметів. Під час проведення кампанії активісти поширювали Україною інформацію перш за все про ініціаторів законопроєкту № 2060а сім'ю Калетників, а також про ініціаторів законопроєктів «Про вищу освіту» Миколу Сороку, Дмитра Табачника та Сергія Ківалова.

## Хід подій

### Період складання ЗНО 2013
З 3 по 27 червня 2013 року у відповідні дні роздачі листівок відбуваються під пунктами здачі ЗНО у різних регіонах України. Також періодично відбуваються масові розклейки та поширення інформації іншими способами. Загалом масові поширення відбулися або відбуваються у Білій Церкві, Вінниці, Дніпропетровську, Донецьку, Дрогобичі, Івано-Франківську, Житомирі, Києві, Кіровограді, Луцьку, Львові, Могилів-Подільському, Новоград-Волинському, Овручі, Одесі, Полтаві, Рівному, Сімферополі, Тернополі, Харкові, Херсоні, Черкасах, Чернігові та ін.
У Рівному активісти поширюють листівки проти Миколи Сороки та його ініціатив, спрямованих знівелювати ЗНО.
19 червня 2013 року у Києві біля Верховної Ради України активісти роздавали окрім загальних листівок проти законопроєкту також листівки з інформацією про те, що Сергій Ківалов «прийняв іспит просто у Верховній Раді». Також поширювали листівки зі звернення студентки Юлії Пасік, у якому вона розповідає про те, як ЗНО допомогло їй поступити до вишу. Під час поширення активістам намагалася перешкодити міліція.

### Вступна кампанія 2013

Персонаж «НеЗНОйко» на акції у Києві. 1 липня 2013 року

З 1 липня 2013 року з початком в Україні вступної кампанії до вищих навчальних закладів активісти влаштовують під вишами флеш-моби. Також паралельно та у інші дні прийому в різних містах активісти продовжують роздавати листівки. Суть флеш-мобів полягає у тому, що «НеЗНОйко», прототип персонажа Незнайка однойменної трилогії Миколи Носова, з купленим атестатом намагається за хабар вступити на навчання до ВНЗ. Активісти вказують, що таким перформансом моделюють ситуацію, яка може скластися після ухвалення згаданих законопроєктів. Флеш-моби відбуваються у Вінниці, Дніпропетровську, Житомирі, Києві, Рівному, Чернігові.
11 липня активісти поставили намет біля Національного авіаційного університету, з якого поширювали листівки. Молоді люди запланували ставити подібні намети для поширення інформації і біля інших вишів в Україні.
14 липня активісти поблизу найбільших університетів Києва розклеїли афіші у вигляді, за словами активістів, меморіальних дощок авторам скандальних законопроєктів — Сергію Ківалову, Миколі Сороці та Григорію Калетніку.
16 липня активісти провели поширення листівок у Вінниці. Біля Вінницького національного аграрного університету молоді люди запланували поставити намет, однак їм це не вдалося через перешкоджання та провокації.
18 липня активісти здійснили масове поширення листівок в Одесі. Молоді люди спочатку встановили намет для поширення поблизу приймальної комісії Національного університету «Одеська юридична академія», президентом якого є Сергій Ківалов. Згодом активісти масово поширили листівки у місті, переважно у Приморському районі, який є частиною виборчого округу, на якому переміг Ківалов на парламентських виборах 2012 року.

### Після завершення вступної кампанії 2013
Після закінчення вступної кампанії 31 серпня, активісти продовжили поширювати листівки під ВНЗ, де абітурієнти та їхні батьки, за словами активістів, приходять дізнаватися про результати вступу.
З 1 по 11 серпня 2013 року поширення листівок відбулись у Вінниці, Дніпропетровську, Донецьку, Енергодарі, Житомирі, Івано-Франківську, Києві, Кіровограді, Луганську, Одесі, Полтаві, Рівному, Севастополі, Тернополі, Харкові, Черкасах, Чернігові.
3 серпня у Рівному, окрім розклеювання та роздачі листівок у місті, поширення відбувалось з антиагітаційного намета біля Національного університету водного господарства та природокористування, президентом якого є один з авторів законопроєкту № 1187 Микола Сорока.
10 та 11 серпня активісти поширювали листівки у Вінниці. 10 серпня біля Вінницького національного аграрного університету активісти, як і 16 серпня, планували встановити інформаційний намет для поширення листівок. Їм це вдалося частково, оскільки молодим людям знову постійно перешкоджали. 11 серпня без ексцесів активісти провели розклеювання та роздавання листівок спальними районами Вінниці.

## Реакції

### Перешкоджання
15 червня 2013 року у Дніпропетровську міліція протиправно вилучила листівки в активістів Відсічі.
3 липня 2013 року у Вінниці біля Вінницького національного аграрного університету на активістів під час роздавання листівок вчинили напади невідомі та охорона вишу. Нападники погрожували роздавачам та намагалися відібрати листівки; згодом вони почали переслідувати активістів. Останні викликали міліцію, однак правоохоронці, після прибуття на місце подій, стали погрожувати вдягти на самих активістів наручники та забрати їх до райвідділу.
11 липня 2013 року під час роздавання листівок у Києві біля Національного авіаційного університету невідомі, ймовірно представники адміністрації університету, та правоохоронці намагались заважати поширенню. Однак, довівши законність своїх дій, молоді люди продовжили роздавання та спілкування з людьми.
16 липня 2013 року на початку запланованих роздавання листівок та встановлення намету у Вінниці біля Вінницького національного аграрного університету активістам перешкоджали близько сотні невідомих, місцевих студентів, аспірантів, а також керівництво вишу. Активісток ГР «Відсіч» били, валили на асфальт, виривали з рук листівки. Активістам безперервно перешкоджали пересуватися, не давали і не дали встановити намет, полили декілька разів водою. Активістам та журналісту, що знімали події на фото- та відео, перешкоджали, затуляли камери руками та папками, намагалися виривати камери та їх розбити. На журналіста Дмитра Карпія двічі нападав перший проректор університету Олександр Яремчук, намагаючись вибити з рук камеру та розбити її. Невідомі та керівництво погрожували активістам та журналісту. Міліція, незважаючи на заклики активістів та журналіста, не втручалася у події. Під час поширення того ж дня у Вінниці, за активістами стежили працівники міліції у цивільному та невідомі, що перешкоджали та/або були присутні під час подій біля університету.
10 серпня 2013 року біля Вінницького національного аграрного університету активісти планували встановити інформаційний намет для поширення листівок. Вже на виході з громадського транспорту на зупинці «ВНАУ» активістам та журналістам почали перешкоджати ті самі люди, що перешкоджали 16 липня. Невідомі та встановлені студенти ВНАУ, викладачі ВНАУ, представники Добровільної народної дружини ВНАУ затуляли активістам та журналістам камери, намагалися їх вирвати з рук та розбити, били активістів та журналістів руками та ногами тощо. Усього брало участь у нападах — близько 20 осіб. Завдяки втручанню міліції на усні заяви активістів, їм вдалося пройти безпосередньо до території університету. Через перешкоджання активісти не змогли встановити намет, однак частково поширили листівки роздаванням. Двоє молодиків викрали мішок з листівками. Один з крадіїв, В'ячеслав Балака, забіг з мішком до гуртожитку № 2, де зник. Незабаром міліція повернула активістам лише порожній мішок. Згодом частина активістів покинула територію ВНАУ, однак їх стали переслідувати декілька перешкоджальників та нападників. Увечері того ж дня активісти так само зіткнулися з перешкоджаннями, нападами та побиттями з боку тих самих людей біля ВНАУ. Міліція довго не реагувала на виклики за номером 102. Коли правоохоронці все ж прибули на місце, вони, як і зранку, не затримували нападників і перешкоджали їхнім діям вкрай мляво.

### Інші реакції
1 серпня 2013 року на основі розслідування активіста Громадянського руху «Відсіч» Олександра Іванова на сайті UAINFO вийшла стаття, у якій було викрито факт масового використання ботів для коментування під публікаціями в інтернеті подій, організованих в рамках кампанії на захист ЗНО, де прямо чи опосередковано згадувалась роль Калетників. Того ж дня  на сайті «Свобода слова в Україні», який підконтрольний родині Калетників, вийшла нібито викривальна стаття про «Відсіч» та її активістів. Натомість, активісти руху стверджують, що отримали інформацію про подібну публікацію від двох підлеглих Григорія Калетніка. Вже ввечері 1 серпня активісти «Відсічі» заявили про «інформаційне замовлення» з боку політика, а також спростували оприлюднену ним нібито викривальну інформацію. 6 серпня на сайті «Свобода слова в Україні» виходить нова стаття з новими звинуваченнями у бік «Відсічі». Того ж дня активісти спростовують звинувачення, а також публікують розслідування щодо видання «Свобода слова в Україні» та критичних статей щодо «Відсічі» на цьому сайті. Активісти вказують, що це видання єдине публікує такого роду критику щодо «Відсічі».
10 серпня у виданні «Гречка» було опубліковано журналістське розслідування, пов'язане з масовим коментуванням під новинами про ЗНО та Калетників. Журналісти виявили, що ідентичні коментарі з'являються під різними іменами на багатьох сайтах в інтернеті. В них боти звинувачують рух «Відсіч» у проплаченості та критикують ЗНО.

### Проєкти Законів
- Проєкт Закону про вищу освіту № 1187 від 28.12.2012 [Архівовано 18 липня 2013 у Wayback Machine.] на сайті Верховної Ради України
- Проєкт Закону про внесення змін до Закону України «Про вищу освіту» … № 2060а від 18.05.2013 [Архівовано 26 січня 2022 у Wayback Machine.] на сайті Верховної Ради України